# Episcia prancei
Episcia prancei är en tvåhjärtbladig växtart som beskrevs av Wiehler. Episcia prancei ingår i släktet Episcia och familjen Gesneriaceae. Inga underarter finns listade i Catalogue of Life.